# Carcelia tremula
Carcelia tremula là một loài ruồi trong họ Tachinidae.